# Сделано в России (песня)
«Сде́лано в Росси́и» — антивоенная песня российского рэпера Мирона Фёдорова (Oxxxymiron), написанная в жанре русского хип-хопа и выпущенная в качестве сингла на лейбле Kultizdat 30 сентября 2022 года. Дистрибьютором выступила компания ONErpm. Музыку спродюсировал Дэнни Цукерман. Песня стала третьей в дискографии Оксимирона за 2022 год после композиций «Ойда» и «Табак».

## Предыстория и выход
После шестилетней паузы в творчестве Oxxxymiron выпустил 22-песенный альбом «Красота и уродство» в декабре 2021 года и анонсировал концерты. Но после начавшегося 24 февраля 2022 года вторжения России на Украину рэпер осудил военные действия, отменил выступления, уехал за границу и принял участие в антивоенных акциях. Однако вскоре музыкант прибыл в Санкт-Петербург, где снял видеоклип на песню «Ойда», вызвавшую общественный резонанс. Позднее музыкант выпустил трек «Табак» под псевдонимом Переучет.
30 сентября, сразу после речи Владимира Путина об аннексии четырёх украинских регионов, на YouTube-канале Оксимирона был опубликован третий сингл — «Сделано в России», музыку к которому спродюсировал Дэнни Цукерман, известный по работе над третьим альбомом Оксимирона «Красота и уродство» и сотрудничеству с группой Little Big. На обложке изображён мальчик на фоне схемы Петропавловской крепости. Композиция написана в тональности соль мажор, имеет темп 140 BPM и длится две с половиной минуты.

## Тематика и содержание песни
Омский мясокомбинат — сделано в России

Ни за что, просто так — сделано в России

Материнский капитал — сделано в России

Сделано в России, сделано в России

Сладкий полураспад — сделано в России

Знак «Здорово, земляк!» — сделано в России

Ни себе, ни пацанам — сделано в России

Сделано в России, сделано в России
В первом куплете Мирон воспроизводит нарративные образы, ассоциирующиеся у него с Россией: «Нательный крест, Великий пост, натянутый холодный трос, тяжёлый груз, долгий лес». Во втором куплете артист обращается к лирическому герою, который «родился на сопках, рос на болотах, где финские кости, а над ними — балтийские сосны и сонные сфинксы „Василеостровской“». Автор рассказывает о юности и влюблённости героя. Заканчивается песня словами: «А теперь ты лежишь на пригорке с травинкой в зубах, смотришь на солнце в бескрайних полях. Догорает закат, и в затылке — оконце».

## Реакция

### Отзывы в специализированных музыкальных изданиях
Музыкальный критик Алексей Мажаев в рецензии для агентства InterMedia поставил синглу оценку шесть из десяти, сказав, что остаётся ощущение, что «Оксимирон может лучше. Возможно, 2,5-минутный хронометраж просто не для него: он хорошо пишет саги, а фельетоны ему удаются не слишком». Рецензент похвалил слова песни, но плохо оценил аранжировку: «Профессионализма хватило рэперу на осмысленный текст, но, например, о музыке трека вообще сказать нечего, будто её нет». Также критик отметил, что название песни намекает на «нечто гимново-манифестовое».
По версии сайта Rap.ru, в тексте упоминаются Омская операция 1919 года, распад СССР и вторжение России на Украину. Обозреватель сайта «Звуки.ру» отметил, что Оксимирон в треке «перечисляет вклад страны в мировую экономику и культуру: на смену Пушкину с Чайковским пришло чистое беспримесное насилие». В обзоре издания Meduza, редакция которого включила песню в число 10 примечательных треков недели, отдельное внимание было уделено упомянутому в припеве «Омскому мясокомбинату» — «мощнейшему в своей жестокости символу практически полностью обесцененной и обессмысленной человеческой жизни в России».

### Прочие мнения
Иван Ковальчук из интернет-издания «Палач» написал: «Единственное, что кое-как держит трек на плаву — позиция Мирона, в очередной раз обличающая и без того обличённую Россию 2020-х».

### Прослушивания и позиции в чартах
Менее чем за сутки трек набрал более 800 тыс. прослушиваний на YouTube, где также занял четвёртое место во вкладке «В тренде». По данным InterMedia, 4 октября песни Оксимирона «Сделано в России» и «Ойда» занимали соответственно 4 и 12 места в трендах YouTube Music. Затем «Сделано в России» попала в музыкальный чарт TopHit «Лучшие клипы на YouTube в России за неделю». 11 октября песня занимала 18 место в двадцатке трендовых клипов YouTube Music. В итоге трек занял 99-ю строчку в списке лучших видео на YouTube в России за октябрь. Также возглавлял чарт сайта аннотаций и текстов песен Genius. К маю 2023 года трек набрал более 1,9 млн прослушиваний на YouTube, 153 тыс. на сервисе «VK Музыка» и 30 тыс. на сайте Last.fm.
| Чарт (2022)            | Высшая позиция |
| ---------------------- | -------------- |
| Мир (Genius)           | 1              |
| Россия (YouTube Music) | 4              |

| Чарт (2022)            | Высшая позиция |
| ---------------------- | -------------- |
| Россия (YouTube Hits)  | 22             |
| Украина (YouTube Hits) | 86             |

| Чарт (2022)           | Высшая позиция |
| --------------------- | -------------- |
| Россия (YouTube Hits) | 99             |